# I pronipoti incontrano gli antenati
I pronipoti incontrano gli antenati (The Jetsons Meet the Flintstones), noto anche come I Jetsons e I Flintstones finalmente insieme nelle trasmissioni più recenti, è un film d'animazione per la televisione del 1987, basato sui personaggi delle due serie animate ideate da Hanna-Barbera I pronipoti e Gli antenati.
Il film fa parte di Hanna-Barbera Superstars 10, composta da dieci film di novanta minuti prodotti dal 1987 al 1988. I pronipoti incontrano gli antenati non è che il terzo dei dieci.

## Trama
Nelle rispettive ere, sia Fred Flintstone che George Jetson hanno problemi coi rispettivi lavori. Il primo viene licenziato insieme a Barney quando viene beccato a giocare a poker invece che svolgere il turno di lavoro notturno, mentre il secondo viene incolpato dal suo capo, il Signor Spacely per i continui furti delle sue idee dalla ditta rivale di Cogswell (in realtà il responsabile è il nuovo computer di quest'ultimo che "seducendo" quello di George ottiene le informazioni).
Quando il piccolo Elroy Jetson costruisce una macchina del tempo, i membri della famiglia Jetson la utilizzano per sfuggire ai problemi, finendo nell'epoca dei Flintstone.
Dopo che le due famiglie fanno conoscenza, Fred cerca di riottenere il posto di lavoro usando gli oggetti avveniristici di George, ma fallisce.
Quando il robot di casa Jetson, Rosie, tenta di riportare indietro nel futuro i suoi padroni, trasporta accidentalmente i Flinstones e i Rubbles (insieme alla loro macchina). Le due famiglie decidono così di adattarsi alla situazione.
Nel passato George diventa ricco grazie alla sua cintura antigravità, mentre Spacely fa di Fred il suo nuovo testimonial dell'azienda; Cogswell però fa la stessa cosa con Barney così che i due amici finiscono per litigare.
Dopo un po' le due famiglie finiscono per rimpiangere le loro vecchie vite. Rosy riesce con un nuovo tentativo a riportare i Jetson nel futuro, ma la macchina del tempo si rompe.
Per fortuna parte della sua energia rimane nella macchina dei Flinstones che, dopo aver aiutato George a smascherare il colpevole dei furti, tornano a casa insieme ai Rubbles. Grazie a George, Fred e Barney riottengono il lavoro.

## Edizione italiana
In Italia il film è stato trasmesso per la prima volta su Rai 1 il 15 ottobre 1991. Dai primi anni 2000, il film viene riproposto costantemente dalle reti Mediaset. La direzione del doppiaggio è stata affidata a Piero Tiberi mentre i dialoghi da Daniela Altomonte.

## Doppiaggio
| Personaggio       | Doppiatore originale                              | Doppiatore italiano |
| ----------------- | ------------------------------------------------- | ------------------- |
| Fred Flintstone   | Henry Corden                                      | Mario Milita        |
| George Jetson     | George O'Hanlon                                   | Stefano Mondini     |
| Wilma Flintstone  | Jean Vander Pyl                                   | Mirella Pace        |
| Jane Jetson       | Penny Singleton                                   | Piera Vidale        |
| Barney Rubble     | Mel Blanc                                         | Gino Pagnani        |
| Betty Rubble      | Julie McWhirter                                   | Liliana Sorrentino  |
| Mr. Cosmo Spacely | Mel Blanc                                         | Michele Kalamera    |
| Judy Jetson       | Janet Waldo                                       | Laura Boccanera     |
| Elroy Jetson      | Daws Butler                                       | Antonella Rendina   |
| Sig. Slate        | John Stephenson                                   | Toni Orlandi        |
| Astro             | Don Messick                                       | Sandro Pellegrini   |
| Rosie             | Jean Vander Pyl                                   | Cinzia De Carolis   |
| R.U.D.I           | Don Messick                                       | Oliviero Dinelli    |
| Sig. Goldbrick    | Frank Welker                                      | Elio Pandolfi       |
| Henry Orbit       | Daws Butler                                       | Vittorio Battarra   |
| Turk Turpit       | Hamilton Camp                                     | Michele Kalamera    |
| Voci varie        | Patric Zimmerman Catherine Thompson Howard Morris | Mino Caprio         |